# Manden der blandt andet var en sko
|  | Denne artikel er oprettet af botten PalnaBot ud fra en ekstern database. Den kan derfor have sproglige fejl eller mangler. Denne skabelon kan fjernes efter kontrol af indholdet. |

Manden der blandt andet var en sko er en kortfilm fra 2004 instrueret af Jonas Alexander Arnby efter manuskript af Jonas Alexander Arnby, Ida Maria Rydén.

## Handling
En kærlighedshistorie om et ægtepar, der kæmper for at bevare deres forhold. Kvinden ønsker normalitet omkring sig, hvilket er svært med en mand som forvandler sig til eksempelvis en sko eller en kuglepen. En dag bliver det kvinden for meget, hun forlader ham for at realisere sine drømme om at finde en helt almindelig mand.